# 白琇珪
白志貞（?—787年），本名白琇珪，太原人，唐朝官员。
早年為胥吏，在節度使李光弼帳下工作，以小心勤恪，深受重用。代宗素知琇珪之名，李光弼死後，用爲司農少卿，後遷太卿。神策軍使王駕鶴掌禁兵十餘年，權傾中外，德宗即位，立即將禁軍交給白琇珪，並賜名志貞。志贞接受富人贿赂补为禁军，“名在军籍受给赐，而居市廛为贩鬻”。
建中四年，李希烈攻陷汝州，朝廷命志贞为京城召募使，以禦亂軍。不料志貞所募禁軍，皆是虛名列籍，涇原兵變爆發，竟無一人前來。德宗狼狽出奔奉天，志贞被劾以渎职，帝以宦官竇文場代之，宦官再次統率禁軍。朔方節度使李懷光率軍勤王，擊敗朱泚軍。李懷光是粗人，逢人便說卢杞、趙贊、白志貞皆奸佞之徒，卢杞心里害怕，建議德宗讓懷光“乘胜进取京城，破竹之势，不可失也”，德宗同意，遂令怀光军驻便桥，与李建徽、李晟及神策兵马使杨惠元一同攻取长安。懷光千里救駕有功，竟不能见天子，非常不满，屯驻咸阳，而不进兵，又多次上表，揭露卢杞等人的罪恶。後來志贞被貶為恩州司馬，卢杞被貶為新州司馬。贞元三年，升迁润州刺史、兼御史大夫、浙西观察使。是年六月卒。